# Шест Наполеона
„Шест Наполеона” (енгл. The Adventure of the Six Napoleons) је једна од 56 приповедака о Шерлоку Холмсу које је написао Артур Конан Дојл и осма је прича у збирки кратких прича Повратак Шерлока Холмса. Објављена је у америчком часопису Collier's 30. априла 1904, као и у британском часопису The Strand Magazine у мају исте године.

## Радња
Инспектор Лестрад из Скотланд Јарда представља Шерлоку Холмсу мистериозни проблем о човеку који разбија гипсане бисте Наполеона Бонапарте. Једна је разбијена у продавници Морса Хадсона, а две друге, које је Хадсон продао др Барникоту, разбијене су након што је неко провалио у његову кућу и ординацију. Ништа друго није узето. У првом случају, биста је изнета напоље пре ломљења.
Холмс зна да Лестрадова теорија о лудаку који мрзи Наполеона мора бити погрешна. Такође схвата да су све дотичне бисте произашле из истог калупа.
Следећег дана, Лестрад позива Холмса у кућу у којој је дошло до још једног разбијања бисте, али и убиства. Хорас Харкер је пронашао мртвог човека на свом прагу након што је чуо буку. Његову бисту Наполеонову такође је однео провалник који је ушао кроз прозор. И она је била из истог калупа. Такође, у џепу мртваца пронађена је фотографија човека прилично мајмунског изгледа.
Фрагменти Харкерове бисте налазе се у предњем врту празне куће у истој улици. Холмс закључује да је провалник желео да види шта ради, јер се овде налази улична лампа, док је биста могла бити разбијена у некој другој празној кући близу Харкерове, али је тамо био мрак. Холмс говори Лестраду да каже Харкеру, који је иначе новинар, да је убеђен да је кривац заправо само лудак. Холмс зна да то није истина, али је сврсисходно употребити штампу како би кривац поверовао да то мисле истражитељи.
Холмс испитује двојицу трговаца који су продали бисте и сазнаје коме су продате и где су направљене. Неколико његових доушника такође препознаје човека мајмунског изгледа са слике. Препознају га као Бепа, италијанског имигранта. Он је радио у продавници у којој је поломљена прва биста, али је напустио посао само два дана раније.
Холмс одлази у фабрику где су направљене бисте и сазнаје да су оне биле део групе од шест, али осим тога, управник не може да замисли ниједан разлог зашто би требало да буду посебне, или зашто би неко желео да их уништи. Препознаје Бепову слику и описује га као битангу. Годину дана раније је био у затвору због уличне туче, али је сада вероватно пуштен. Једном је радио у овој фабрици, али се није вратио. Његов рођак и даље ради тамо. Холмс моли управника да не разговара са рођаком о Бепу.
Те вечери, Лестрад доноси вести да је мртав човек идентификован као Пјетро Венучи, мафијаш. Лестрад верује да је Венучи послат да убије кривца, али је сам био убијен.
Након што је послао експресну поруку, Холмс позива др Вотсона и Лестрада да му се придруже испред куће у Чизвику где он очекује још једно разбијање бисте. Лестрад је огорчен Холмсовом преокупацијом бистама, али свеједно долази. Нису разочарани. Бепо се појављује, улази у кућу и враћа се кроз прозор неколико минута касније са Наполеоновом бистом, коју почиње да разбија. Затим испитује делове, сасвим несвестан да му се Холмс и Лестрад шуњају иза леђа. Они га нападају и Бепо бива ухапшен. Он, међутим, не жели да говори.
Мистерија је коначно разоткривена након што Холмс понуди 10 фунти власнику последње постојеће бисте, терајући га да потпише документ којим се сва права и власништво над бистом преносе на Холмса. Након што је продавац отишао, Холмс разбија бисту ловачким штапом. Међу крхотинама гипса налази се драгуљ, црни бисер Борџија. Холмс је од почетка био свестан случаја његовог нестанка. Сумња је пала на власникову служавку, која се звала Лукреција Венучи – сестра покојног Пјетра. Бепо је некако добио бисер од Пјетра и сакрио га у још увек мекану гипсану бисту у фабрици у којој је радио, неколико тренутака пре хапшења због уличне туче.
Након што је одслужио једногодишњу казну, покушао је да поврати скривени бисер. Од свог рођака је сазнао ко је купио бисте, а сопственим трудом и својим савезницима је чак сазнао ко су крајњи купци. Затим је наставио да претражује бисте, разбијајући их једну по једну како би пронашао бисер.

## Детаљи
Иако се појављује у каснијим објављеним делима, ово је једно од Лестрадових последњих појављивања у званичном канону, близу средине 60 комбинованих дела о Холмсу које је написао Дојл. После овога, Холмс или Вотсон га само помињу у приповеткама „Нестанак леди Френсис Карфакс” и „Три Гаридеба” – као радног члана Скотланд Јарда.
Основна радња приче је слична оној коју је Дојл користио у приповеци „Плави гранат” где је украдени драгуљ био сакривен у стомаку гуске, али злочинац није био сигуран која од сличних гусака је садржала драгуљ.

## Историја објављивања
Приповетка је објављена у америчком часопису Collier's 30. априла 1904, као и у британском часопису The Strand Magazine у мају исте године. Прича је објављена са шест илустрација Фредерика Дора Стила у часопису Collier's и са седам илустрација Сиднеја Паџета у часопису The Strand Magazine. Уврштена је у збирку кратких прича Повратак Шерлока Холмса, која је објављена у САД у фебруару 1905. и у Великој Британији у марту исте године.

## Адаптације

### Филм и телевизија
Прича је адаптирана као кратки неми филм под називом Шест Наполеона (1922) у филмском серијалу са Еје Норвудом у улози Шерлока Холмса.
Бисер смрти је филм о Шерлоку Холмсу из 1944. који је делимично заснован на овој приповеци. Обучена да убије је адаптација из 1946. године, у слободној мери заснована на „Шест Наполеона”, при чему су бисте замењене музичким кутијама.
Епизода ТВ серије Суперменове авантуре (четврта епизода прве сезоне) под називом „Мистерија сломљених статуа” углавном је заснована на „Шест Наполеона”.
Телевизијска серија из  Шерлок Холмс из 1965. године, са Дагласом Вилмером у улози Холмса и Најџелом Стоком као Вотсоном представљала је адаптацију „Шест Наполеона”.
Ова прича је драматизована у телевизијској серији Авантуре Шерлока Холмса у којој је глумио Џереми Брет. Ова верзија је верна оригиналној причи, иако постоји преокрет. У оригиналној причи, Бепо је ухваћен након што је убио Венучија и његова казна је остала неизречена како би публика могла да нагађа. У овој епизоди, Бепо је отишао у затвор на годину дана након што је ранио Венучија у тучи; на крају, Бепо је обешен. Штавише, Бепо се презива Чиколини и његова улога је проширена тако да је раније био верен са Лукрецијом Венучи. Марина Сиртис је у овој епизоди играла Лукрецију.
Епизода анимиране телевизијске серије Шерлок Холмс у 22. веку заснована је на овој причи. Епизода под називом „Авантура шест Наполеона” емитована је 2001. године.
Уводна епизода 4. сезоне телевизијске серије Шерлок зове се „Шест Тачерових” и заснована је на овој причи; у једном тренутку Шерлок верује да осумњичени лови црни бисер, што је случај који је од њега раније затражен и одбачен као незанимљив, али се убрзо открива да осумњичени заправо лови УСБ стик који садржи информације о прошлости Мери Вотсон.
Епизода америчке ТВ серије Елементарно, „Даље авантуре”, такође адаптира ову причу. У уводној сцени долази до провале у Улици Бејкер 221б. Налазимо Бернарда „Бепа” Пуљезија како узима последњу од шест биста, продатих са Краљевског венчања 2018. године. Холмс дозвољава Бепу да разбије бисту и узме бисер из крхотина, само како би објаснио историју Црног бисера и како га је Бепо украо. Дан након првобитне крађе, у кафанској тучи ножем је избо човека. Знајући да га траже због туче, сакрио је бисер у фабрици керамике свога брата, пре хапшења. Његов брат је направио 1.000 биста, које су биле толико ружне, да је продао само шест. Годину дана касније, Бепо је пуштен на условну слободу и почиње потрагу, остављајући траг сломљених статуа. У крађи пете, Бепо је задавио власника. Холмс је купио последњу од шест, правећи приличну представу о куповини, тако да Бепо долази у Улицу Бејкер. Касније у Скотланд Јарду, Холмс уништава бисер, који је био од фарбаног стакла. Стаклени бисер је садржао прстен са шупљом преградом у који је Лукреција Борџија ставила отров да убије непријатеље своје породице. Када је пала у немилост чланова Ватикана, речено јој је да се реши прстена, свог омиљеног оружја.

### Радио
Радио-адаптација приче емитована је као епизода америчке радио-серије Авантуре Шерлока Холмса. Епизоду је адаптирала Едит Мејзер и емитована је 25. маја 1931, са Ричардом Гордоном као Холмсом и Лијем Ловелом као др Вотсоном.
Мајзерова је такође адаптирала причу као епизоду америчке радио-серије Нове авантуре Шерлока Холмса, са Бејзилом Ратбоном као Холмсом и Најџелом Брусом као Вотсоном. Епизода је емитована 12. октобра 1941. године. Још једна епизода у истој серији адаптирана је по овој причи и емитована је 7. марта 1948, са Џоном Стенлијем који је играо Холмса и Алфредом Ширлијем који је играо Ватсона.
Радио-адаптација приче емитована је на BBC Light програму 7. децембра 1954. са Џоном Гилгудом као Холмсом и Ралфом Ричардсоном као Вотсоном. Продукција је емитована на NBC радију 6. марта 1955. године.
Мајкл Хардвик је адаптирао причу за BBC Light програм 1966. године, као део радио-серије из 1952–1969. у којој се Карлтон Хобс нашао у улози Холмса, а Норман Шели се појавио као Вотсон.
Адаптација приче емитована је на BBC радију 1978. са Баријем Фостером у улози Холмса и Дејвидом Баком као Вотсоном.
Приповетка је драматизована за BBC Radio 4 током 1993. године од стране Берта Кулса као део радио-серије из 1989–1998. у којој су глумили Клајв Мерисон као Холмс и Мајкл Вилијамс као Вотсон. Поред њих су се појавили Доналд Џи као инспектор Лестрад и Питер Пенри-Џоунс као Хорас Харкер.
Прича је 2013. адаптирана као епизода Класичних авантура Шерлока Холмса, серијала у америчкој радио-емисији Imagination Theatre, у којој су глумили Џон Патрик Лоури као Холмс и Лоренс Алберт као Вотсон.

### Остали медији
Прича се помиње у седмој књизи „Три истражитеља”, која се зове „Мистерија ватреног ока” и која се бави скривеним драгим каменом и лажним трагом бисти, које користи Холмсов сарадник.